# Liste von Moscheen in Deutschland
Die Liste von Moscheen in Deutschland umfasst Moscheen und Moscheebauprojekte, die von Moscheevereinen und Dachverbänden getragen werden.
Nach Angaben des Zentralinstituts Islam-Archiv in Soest gab es im Jahre 2008 bundesweit 206 Moscheen und etwa 2600 Bethäuser sowie ungezählte so genannte „Hinterhofmoscheen“. Weitere 120 Moscheen sollen in Bau oder in Planung sein. Im Juli 2016 gab es nach Schätzung und Darstellung der deutschen Zeitung Die Zeit rund 2.750 Moscheen und muslimische Gebetshäuser in Deutschland. Im Vergleich gibt es rund 45.000 christliche Kirchen und rund 130 Synagogen in Deutschland.
Die Liste ist weder vollständig noch repräsentativ.

## Liste

### Baden-Württemberg
| Name                                          | Bild | Stadt und Stadtteil    | Jahr      | Träger | Bemerkungen |
| --------------------------------------------- | ---- | ---------------------- | --------- | ------ | --- |
| Islamisch-Albanisches Zentrum e. V.           |      | Stuttgart - Hallschlag | 1987      |        | Das Islamisch-Albanische Zentrum wurde 1987 gegründet. Die neue Moschee und Vereinsräume in Stuttgart-Hallschlag sind seit Oktober 2022 in Nutzung. |
| Ehsaan-Moschee                                |      | Mannheim-Neckarau      | 2010      | AMJ    | Grundstück 1641 m², Gebetsfläche 208 m², zwei Minarette à 12 m Höhe |
| Fatih-Moschee Spaichingen                     |      | Spaichingen            | 1999–2001 | DITIB  | Der Türkisch-Islamische Verein e.V Spaichingen wurde offiziell am 17.05.1981 gegründet. Der Bau der Moscheegebäude erfolgte zwischen den Jahren 1999–2001.                                                                                              |
| Haslach Ditib Camii Kinzigtal Moschee         |      | Haslach im Kinzigtal   | 1987      | DITIB  | 2750 m² Fläche |
| Habesi Moschee                                |      | Welzheim bei Stuttgart | 2008      | DITIB  | [ 3 ] |
| Fatih-Moschee                                 |      | Ravensburg             | ?         |        | „Islamischer Bund Ravensburg e. V.“ Ortslage |
| Mevlana-Moschee                               |      | Ravensburg             | ?         | DITIB  | Türkisch-Islamischer Kulturverein Ravensburg e. V. (1986) Ortslage |
| Sehitler Merkez Moschee                       |      | Schwäbisch Gmünd       | 2011–2014 | DITIB  | Moscheebau mit 1000 Plätzen und angeschlossenem Gemeindezentrum. Verfügt über Kuppel und Minarett. |
| Selimiye-Moschee Wertheim „Selimiye Camii“    |      | Wertheim-Reinhardshof  | 2009      | DITIB  | Seit 2009 durch Umbau einer alten Gewerbehalle zum Gotteshaus in der Theodor-Heuss-Straße 37 im Wertheimer Stadtteil Reinhardshof; Der Neubau ersetzte eine alte Moschee in einem baufällige gewordenen Gebäude in der Nähe des Wertheimer Sportplatzes |
| Mimar Sinan Moschee DITIB Sachsenheim         |      | Sachsenheim            | 2007      | DITIB  | Auf einem Grundstück von 2.500 m² befinden sich neben zahlreichen Parkplätzen das Vereinsheim und die Moschee, die zusammen eine faktische Nutzfläche von 950 m² ausmachen. Die Kuppel ist 7 × 3 Meter groß. Ortslage                                   |
| Schwarzwald-Moschee                           |      | Gengenbach             | 2001      | DITIB  | |
| Fatih-Moschee                                 |      | Heilbronn              | ?         | IGMG   | Ortslage |
| Mevlana-Moschee                               |      | Eppingen               | ?         | DITIB  | Ortslage |
| Zentralmoschee Offenburg                      |      | Offenburg              | ?         | DITIB  | Ortslage |
| Mimar-Sinan-Moschee Mosbach                   |      | Mosbach                | 1990er    | DITIB  | Architektur mit bayrisch-alpenländischen Einflüssen, Ortslage |
| Fatih-Moschee                                 |      | Pforzheim              | 1990/92   | DITIB  | |
| Al-Hidayah-Moschee                            |      | Kehl                   | 2011      | DITIB  | |
| Ulu-Moschee                                   |      | Sindelfingen           | 2000      | DITIB  | 1200 m², Minarett 26 m, Ortslage |
| Ayyildiz-Moschee                              |      | Wangen im Allgäu       | 2019      | DITIB  | Die Moschee liegt in unmittelbarer Nähe des Beruflichen Schulzentrums Wangen und des Rupert-Neß-Gymnasiums. |
| Mimar-Sinan-Moschee                           |      | Maulbronn              | 2001      | DITIB  | 750 m², Minarett 19 m Ortslage |
| Mevlana-Moschee                               |      | Konstanz-Petershausen  | 2001      | DITIB  | 225 m², Minarett 35 m, Ortslage |
| Mimar-Sinan-Moschee Lauda „Mimar Sinan Camii“ |      | Lauda                  | 1987      | DITIB  | 1987 in der Bahnhofstrasse 1 in Lauda gegründet; 1990 Umzug in die Bahnhofstrasse 27 Ortslage |
| Alperenler-Moschee                            |      | Rheinfelden (Baden)    | 1996      | DITIB  | 2003 um ein Minarett ergänzt mit 20,8 m Höhe Ortslage |
| Große Moschee Buggingen                       |      | Buggingen              | 1998      | DITIB  | „Türkisch Islamischer Verein Buggingen“, Mitglieder: 200 Plätze, 500 Moscheegänger aus einem Einzugsgebiet von Freiburg bis Lörrach., Ortslage |
| Yavuz-Sultan-Selim-Moschee                    |      | Mannheim-Jungbusch     | 1995      | DITIB  | Eine der größten Moscheen in Deutschland mit 2.500 Plätzen. |
| Mimar Sinan Moschee Bad Säckingen             |      | Bad Säckingen          | 1982      | DITIB  | DITIB Türkisch-Islamische Gemeinde zu Bad Säckingen e. V. |
| Yunus Emre Moschee                            |      | Esslingen am Neckar    | 2006–2018 | DITIB  | DITIB Türkisch-Islamischer Kulturverein Esslingen e. V |

### Bayern
| Name                                          | Bild | Stadt und Stadtteil        | Jahr | Träger | Bemerkungen |
| --------------------------------------------- | ---- | -------------------------- | ---- | ------ | --- |
| Imami Azam Camii                              |      | Röthenbach an der Pegnitz  | 2015 | DITIB  | |
| Eyüp-Sultan-Moschee                           |      | Gersthofen                 | 2008 | DITIB  | |
| Kocatepe-Moschee und Kulturzentrum Ingolstadt |      | Ingolstadt                 | 2008 | DITIB  | Türkisch-islamische Gemeinde zu Ingolstadt e. V. gegründet am 12. Mai 1987, Eröffnung in der Manisa Straße am 18. Mai 2008, 2 Minarette à 27,5 Meter, 1000 Plätze. |
| Moschee des Islamischen Forums Penzberg       |      | Penzberg                   | 2005 |        | „Islamische Gemeinde Penzberg e. V.“, 600 Mitglieder, Eröffnung am 18. September 2005, Architekt Alen Jasarevic Ortslage                                           |
| Pasinger Moschee                              |      | München-Pasing             | 1999 | DITIB  | |
| Mevlana-Moschee Stadtprozelten                |      | Stadtprozelten-Brasselburg | 1990 | DITIB  | Die Mevlana-Moschee wurde im Jahre 1990 eröffnet. Es handelte sich um ein normales Wohnhaus, das zur Moschee umgebaut wurde. Ortslage                              |
| Freimann-Moschee                              |      | München-Freimann           | 1973 | IZM    | Grundsteinlegung 6. Oktober 1967. |
| Eyüp-Sultan-Moschee                           |      | Nürnberg                   | 1996 | DITIB  | Größte Moschee in Nürnberg. 1976 gegründeter Moscheeverein mit ca. 600 Mitgliedern. Ortslage                                                                       |
| Moschee Sendling                              |      | München-Sendling           | 1989 | DITIB  | Seit 1989 in der Schanzenbachstraße; Neubau war am Gotzinger Platz geplant (2010 gescheitert).                                                                     |
| Hicret-Moschee                                |      | Lauingen                   | 1996 | DITIB  | [ 23 ] |

### Berlin
| Name                        | Bild | Stadt und Stadtteil | Jahr | Träger                   | Bemerkungen                                                                  |
| --------------------------- | ---- | ------------------- | ---- | ------------------------ | ---------------------------------------------------------------------------- |
| Wilmersdorfer Moschee       |      | Berlin-Wilmersdorf  | 1924 | AAIIL                    | Älteste noch bestehende Moschee Deutschlands.                                |
| Mevlana-Moschee             |      | Berlin-Kreuzberg    | 2002 | IGMG                     |                                                                              |
| Ayasofya-Moschee            |      | Berlin-Moabit       | 2002 | IGMG                     |                                                                              |
| Ibn-Rushd-Goethe-Moschee    |      | Berlin              | 2017 | Ibn-Rushd-Goethe-Moschee |                                                                              |
| Büyük-Moschee               |      | Berlin-Spandau      | ?    |                          | Türkischer Träger Ortslage                                                   |
| Omar-Ibn-Al-Khattab-Moschee |      | Berlin-Kreuzberg    | 2008 | AICP (al-Habasch)        | „Islamischer Verein für wohltätige Projekte“ (IVWP), 1.000 Plätze.           |
| Khadija-Moschee             |      | Berlin-Heinersdorf  | 2008 | AMJ                      | Eröffnet am 16. Oktober 2008, mit 500 Plätzen.                               |
| Sehitlik-Moschee            |      | Berlin-Neukölln     | 2004 | DITIB                    | Zweitgrößte Moschee Deutschlands mit 1.500 Plätzen, erbaut von Hilmi Senalp. |
| Mariendorfer Moschee        |      | Bezirk Tempelhof    | 1999 |                          |                                                                              |

### Brandenburg
| Name                              | Bild | Stadt und Stadtteil | Jahr | Träger | Bemerkungen |
| --------------------------------- | ---- | ------------------- | ---- | ------ | --- |
| Moschee Wünsdorf im Halbmondlager |      | Zossen bei Berlin   | 1915 | DR     | Abgebrochen: Holzmoschee, 1915 für muslimische Kriegsgefangene errichtet, wegen Baufälligkeit 1925/26 abgerissen. |
|                                   |      | Potsdam             | 1731 |        | [ 32 ] |

### Bremen
| Name               | Bild | Stadt und Stadtteil | Jahr | Träger | Bemerkungen                                             |
| ------------------ | ---- | ------------------- | ---- | ------ | ------------------------------------------------------- |
| Fatih-Moschee      |      | Bremen-Gröpelingen  | 1999 | IGMG   | Drittgrößte Moschee Deutschlands mit ca. 1.300 Plätzen. |
| Al-Fadilah Moschee |      | Bremen-Hastedt      | 2003 | IVWP   | .                                                       |

### Hamburg
| Name                    | Bild | Stadt und Stadtteil | Jahr | Träger                      | Bemerkungen |
| ----------------------- | ---- | ------------------- | ---- | --------------------------- | --- |
| Fazle-Omar-Moschee      |      | Hamburg-Stellingen  | 1957 | AMJ                         | Erster Moscheebau nach dem II. Weltkrieg. |
| Al-Nour-Moschee         |      | Hamburg-Horn        | 2013 | Islamisches Zentrum Al-Nour | Ehemalige Kapernaumkirche (Hamburg-Horn), eröffnet Oktober 2013 |
| Kocatepe-Moschee        |      | Hamburg-Bergedorf   | 2008 | DITIB                       | Eröffnet September 2008; Ortslage |
| Imam-Ali-Moschee        |      | Hamburg-Uhlenhorst  | 1961 | Islamisches Zentrum Hamburg | Gebaut von iranischen Kaufleuten. Träger wurde im Juli 2024 verboten, die Grundstücke und Gebäude wurden beschlagnahmt. |
| Centrum-Moschee Hamburg |      | Hamburg-St. Georg   | 1977 | IGMG                        | |
| Al-Quds-Moschee Hamburg |      | Hamburg-St. Georg   | 1993 |                             | „Arabischer Kulturverein e. V.“. Die Al-Quds-Moschee erlangte internationale Aufmerksamkeit als nach den Terroranschlägen vom 11. September 2001 bekannt wurde, dass sie als Treffpunkt mehrerer der Attentäter diente. 2009 in Masjid Taiba umbenannt, im August 2010 geschlossen. |
| Bait ur-Raschid         |      | Hamburg-Schnelsen   | 1994 | AMJ                         | Zentrale für Norddeutschland |

### Hessen
| Name                    | Bild | Stadt und Stadtteil     | Jahr          | Träger | Bemerkungen |
| ----------------------- | ---- | ----------------------- | ------------- | ------ | --- |
| Imam-Ali-Zentralmoschee |      | Frankfurt-Rödelheim     | 2009          | ZIK    | Träger wurde im Juli 2024 verboten, die Grundstücke und Gebäude wurden beschlagnahmt.                                                                   |
| Bait ul-Aziz            |      | Riedstadt-Goddelau      | 2004          | AMJ    | Grundstück 1753 m², Gebetsfläche 200 m² |
| Bilal-i Habesi Moschee  |      | Limburg an der Lahn     | 2012 (Neubau) | DITIB  | lokaler Moscheeverein „DITIB Türkisch-Islamische Gemeinde zu Limburg-Weilburg e. V.“                                                                    |
| Bait ul-Ghafur          |      | Ginsheim-Gustavsburg    | 2011          | AMJ    | Grundstück 2725 m², Gebetsfläche 352 m², 400 Plätze für 250 Mitglieder                                                                                  |
| Bait ul-Hadi            |      | Seligenstadt            | 2011          | AMJ    | Moschee wurde mit Modulbauweise innerhalb von drei Monaten fertiggestellt.                                                                              |
| Bait ul-Aman            |      | Nidda                   | 2011          | AMJ    | Grundstück 2189 m², Gebetsfläche 301 m² |
| Bait ul-Baqi            |      | Dietzenbach             | 2011          | AMJ    | Grundstück 1500 m², Gebetsfläche 318 m² |
| Tawhid-Moschee          |      | Dietzenbach             | 2016 (Neubau) |        | Gebetsfläche 500 m² |
| Eyüp-Sultan-Moschee     |      | Dreieich-Sprendlingen   | 2012          | DITIB  | Grundstück 1000 m² |
| Muqeet-Moschee          |      | Wabern                  | 2007          | AMJ    | Erste Moschee in Deutschland, die in Lehmbauweise errichtet wurde.                                                                                      |
| Mahmud-Moschee          |      | Kassel-Niederzwehren    |               | AMJ    | Ortslage |
| Mevlana Moschee         |      | Kassel-Oberzwehren      | 2014          | DITIB  | Moschee-Neubau mit 32,25 m hohem Minarett. Gegenwärtig erster Abschnitt des interkulturellen Stiftungskomplexes im Bau. Architekt Salim Yüksel Ortslage |
| Bait-ul-Wahid Hanau     |      | Hanau Mainhafen Hanau   | 2015          | AMJ    | Ehemaliger Aldi-Markt in der Hafenstraße wurde zu einer Moschee umgebaut                                                                                |
| Nuur-Moschee            |      | Frankfurt-Sachsenhausen | 1959          | AMJ    | Älteste Moschee in Frankfurt am Main. |
| Abu Bakr Moschee        |      | Frankfurt-Hausen        | 1966          | IGF    | Eine der größten Moscheen in Frankfurt. |
| Anwar-Moschee           |      | Rodgau                  | 2008          | AMJ    | Eröffnet am 19. August 2008 durch Mirza Masroor Ahmad.                                                                                                  |
| Baschir-Moschee         |      | Bensheim                | 2006          | AMJ    | Grundstück 1006 m², Gebetsfläche 188 m², 400 Mitglieder                                                                                                 |
| Fatih-Moschee           |      | Stadtallendorf          | 2004          | DITIB  | Ortslage |
| Bait ul-Huda            |      | Usingen                 | 2004          | AMJ    | Ortslage |
| Nuur-ud-Din-Moschee     |      | Darmstadt               | 2003          | AMJ    | Ortslage |
| Emir-Sultan-Moschee     |      | Darmstadt               | 1999          | ATIB   | „Türkisch Islamisches Zentrum Darmstadt e. V.“, 300 Mitglieder. Ortslage                                                                                |
| Yavuz-Selim-Moschee     |      | Offenbach am Main       | 1979          | DITIB  | Ortslage |
| Bait ul-Jame            |      | Offenbach am Main       | 2007          | AMJ    | Ortslage |
| Bait ul-Schakur         |      | Groß-Gerau              | 1992          | AMJ    | Größte Ahmadiyya-Moschee Deutschlands mit 850 Plätzen und einem Minarett (7 m). Ortslage                                                                |

### Mecklenburg-Vorpommern
| Name | Bild | Stadt und Stadtteil | Jahr | Träger | Bemerkungen |
| ---- | ---- | ------------------- | ---- | ------ | ----------- |

### Niedersachsen
| Name             | Bild | Stadt und Stadtteil | Jahr | Träger | Bemerkungen                                                                                 |
| ---------------- | ---- | ------------------- | ---- | ------ | ------------------------------------------------------------------------------------------- |
| Salimya-Moschee  |      | Göttingen           | 2007 | DITIB  | Ortslage                                                                                    |
| Bait us-Sami     |      | Hannover            | 2008 | AMJ    | Siedlungsgebiet Schwarze Heide                                                              |
| Al-Salam-Moschee |      | Wolfsburg           | 2006 |        | Hauptsponsor des Baus war der Herrscher des Emirats Schardscha Sultan bin Mohamed al-Qasimi |

### Nordrhein-Westfalen
| Name                                                      | Bild | Stadt und Stadtteil         | Jahr      | Träger                          | Bemerkungen |
| --------------------------------------------------------- | ---- | --------------------------- | --------- | ------------------------------- | --- |
| Aksa-Moschee                                              |      | Ahaus                       | 2000      | DITIB                           | |
| Emir Sultan Camii                                         |      | Hilden                      | 1999      | DITIB                           | Ortslage |
| Tugra Camii Gelsenkirchen                                 |      | Gelsenkirchen Bulmke Hüllen | 1998      | IGMG                            | Moschee mit Kuppel und Minarett. Platz für 800 Menschen |
| Ar-Rahman-Moschee                                         |      | Hilden                      | 2013      | Islamisch-Marokkanischer Verein | Ortslage |
| Bilal-Moschee                                             |      | Aachen                      | 1964      | IZA                             | Unterhalten vom Islamischen Zentrum Aachen (IZA). |
| Ulu Moschee                                               |      | Heiligenhaus                | 1982      | DITIB                           | |
| Eving Selimiye Camii                                      |      | Dortmund-Eving              | 1977      | DITIB                           | Moschee besitzt ein 24,5 Meter hohes Minarett |
| DITIB Iserlohn Hauptmoschee                               |      | Iserlohn                    | 1977      | DITIB                           | Diyanet-Türkisch-Islamischer Kultur Verein e. V., Iserlohn. Moschee mit Kuppel und Minarett auf 836 m² Fläche; etwa 600 Mitglieder.                                             |
| DİTİB Münster Merkez Camii – DITIB-Zentralmoschee Münster |      | Münster                     | 1986/2009 | DİTİB                           | In ihrer heutigen Gestalt 2009 errichtet. Gebetssaal für etwa 300 Personen |
| Moschee Wesseling „Mimar Sinan Camii“                     |      | Wesseling                   | 1987      | DITIB                           | |
| Fatih-Moschee Werl                                        |      | Werl                        | 1990      | DITIB                           | Fatih Camii, Ortslage |
| Königswinter-Moschee                                      |      | Königswinter                | 1991      | DITIB                           | Neubau mit Kuppel 2002 angebaut |
| Tarik Bin Ziyat Camii                                     |      | Gelsenkirchen-Hassel        | 1992      | IGMG                            | Islamische Gemeinschaft Gelsenkirchen-Hassel e. V. Ortslage |
| König-Fahd-Moschee                                        |      | Bonn-Bad Godesberg          | 1995      |                                 | Die König-Fahd-Akademie ist eine nach Fahd ibn Abd al-Aziz benannte Schule, der eine Moschee angeschlossen ist.                                                                 |
| Fatih-Moschee                                             |      | Essen                       | 1998      | DITIB                           | |
| Bait ul-Momin                                             |      | Münster-Hiltrup             | 2003      | AMJ                             | Erster Moscheeneubau in Münster |
| Vatan-Moschee                                             |      | Bielefeld-Brackwede         | 2004      | DITIB                           | |
| Mesxhidi-Aksa-Moschee                                     |      | Leverkusen-Küppersteg       | 2006      |                                 | Albanischer Träger Ortslage |
| Merkez-Moschee                                            |      | Wuppertal-Elberfeld         | ?         | DITIB                           | Ortslage |
| Nasir-Moschee                                             |      | Isselburg                   | 2007      | AMJ                             | Ortslage |
| Fatih-Moschee (Meschede)                                  |      | Meschede                    | 2008      | DITIB                           | Erster Moscheeneubau im Sauerland |
| Chorweiler Zentralmoschee                                 |      | Köln-Chorweiler             | 2008      | DITIB                           | Türkisch Islamische Gemeinde zu Chorweiler e. V. gegründet am 3. Januar 2003, Eröffnung im Gewerbegebiet Feldkassel am 30. August 2008, 500 Besucher zum Freitagsgebet.Ortslage |
| DITIB-Merkez-Moschee                                      |      | Duisburg-Marxloh            | 2008      | DITIB                           | Eröffnet am 26. Oktober 2008, größte Moschee Deutschlands mit 1.200 Plätzen. |
| Mëshira-Moschee                                           |      | Bonn-Zentrum                | 2010      |                                 | Albanisch-Islamischer Kulturverein Bonn |
|                                                           |      | Witten                      | 2017      | IGBD                            | BKC-Witten e. V. |
| DITIB-Zentralmoschee Köln                                 |      | Köln-Ehrenfeld              | 2018      | DITIB                           | Grundsteinlegung fand am 7. November 2009 statt. Die Mosche hat 1.200 Plätze |
| Ennigloh-Moschee                                          |      | Bünde-Ennigloh              | ?         | DITIB                           | Verein Türkischer Arbeitnehmer Ortslage |
| Ayasofya-Moschee                                          |      | Neuss-Norf                  | ?         | DITIB                           | Ortslage Panoramio – Anadolu Moschee Norf Erfttal (Memento vom 11. Oktober 2016 im Internet Archive)                                                                            |
| Ar-Rahman-Moschee                                         |      | Meckenheim                  | 2010      |                                 | Marokkanische Gemeinde Ortslage |
| Merkez-Moschee (Merkez Camii)                             |      | Herford                     |           | DITIB                           | Türkisch-Islamische Gemeinde zu Herford e. V. |

### Rheinland-Pfalz
| Name              | Bild | Stadt und Stadtteil | Jahr | Träger | Bemerkungen                                          |
| ----------------- | ---- | ------------------- | ---- | ------ | ---------------------------------------------------- |
| Bitburger Moschee |      | Bitburg             | 2000 |        | Verein zur Betreuung muslimischer Mitbürger e.V      |
| Tahir-Moschee     |      | Koblenz-Lützel      | 2004 | AMJ    | Gebetsräume 180 und 135 m², 600 Mitglieder, Ortslage |
| Ham’d-Moschee     |      | Wittlich            | 1998 | AMJ    | 600 Plätze, Ortslage                                 |

### Saarland
| Name                  | Bild | Stadt und Stadtteil | Jahr | Träger | Bemerkungen |
| --------------------- | ---- | ------------------- | ---- | ------ | ----------- |
| Sulzbach Merkez Camii |      | Sulzbach/Saar       |      | DITIB  | [ 59 ]      |

### Sachsen
| Name                  | Bild                                 | Stadt und Stadtteil  | Jahr                        | Träger | Bemerkungen |
| --------------------- | ------------------------------------ | -------------------- | --------------------------- | --- | --- |
| Ahmadiyya             |                                      | Leipzig-Gohlis       | 2021 Baugenehmigung erteilt | Ahmadiyya Muslim Jamaat Leipzig                                                                                              | noch nicht gebaut, siehe auch Geschichte der Religionen in Leipzig                                                 |
| al-Rahman-Moschee     | Al-Rahman-Moschee in Leipzig         | Leipzig-Nordvorstadt | 1998                        | Islamische Gemeinde in Sachsen – Al-Rahman-Moschee e. V.                                                                     | Wird vom Sächsischen Verfassungsschutz dem Salafismus zugeordnet – siehe auch Geschichte der Religionen in Leipzig |
| El-Furkan-Moschee     |                                      | Leipzig-Lindenau     | 2012                        | Islamisches Kulturzentrum der Bosniaken in Leipzig e. V. im Dachverband Islamische Gemeinschaft der Bosniaken in Deutschland | unscheinbares hellgraues Mietshaus, siehe auch Geschichte der Religionen in Leipzig                                |
| Eyüp Sultan Moschee   | DITIB Eyüb Sultan Moschee in Leipzig | Leipzig-Volkmarsdorf | 2005                        | DITIB | Mietshaus, siehe auch Geschichte der Religionen in Leipzig                                                         |
| Pakistanische Moschee | Pakistanische Bilal-Moschee          | Leipzig-Mockau       |                             | Deutsch-Pakistanische Kulturgesellschaft e. V.                                                                               | Umgenutztes Gewerbegebäude auf einer Gewerbefläche                                                                 |
| Takva-Moschee         | Takva Moschee Leipzig                | Leipzig-Ostvorstadt  | 1993                        | Leipziger Zentrum für islamische Kultur und Forschung e. V.                                                                  | Website der Takva Moschee Leipzig, siehe auch Geschichte der Religionen in Leipzig                                 |

### Sachsen-Anhalt
| Name                                       | Bild | Stadt und Stadtteil | Jahr | Träger | Bemerkungen                   |
| ------------------------------------------ | ---- | ------------------- | ---- | ------ | ----------------------------- |
| Islamisches Kulturcenter Halle/Saale e. V. |      | Halle (Saale)       |      |        | [ 66 ]                        |
| El-Furkan Moschee                          |      | Merseburg           | 2016 |        |                               |
| Alrahman-Moschee                           |      | Magdeburg           |      |        | In einem ehemaligen Heizhaus. |

### Schleswig-Holstein
| Name                      | Bild | Stadt und Stadtteil | Jahr | Träger | Bemerkungen                                                                                                 |
| ------------------------- | ---- | ------------------- | ---- | ------ | --- |
| Centrum-Moschee Rendsburg |      | Rendsburg           | 2008 | IGMG   | 100 Mitglieder (Hamburger Abendblatt), 500 Mitglieder (Die Zeit), 300 Plätze (200+100), 2 Minarette à 26 m. |

### Thüringen
| Name | Bild | Stadt und Stadtteil | Jahr | Träger | Bemerkungen                                             |
| ---- | ---- | ------------------- | ---- | ------ | ------------------------------------------------------- |
|      |      | Erfurt-Marbach      |      | AMJ    | Eine erste Moschee im Bundesland ist im Bau befindlich. |